# Mariah Carey's Magical Christmas Special
Mariah Carey's Magical Christmas Special es un especial de televisión navideño protagonizado por Mariah Carey. Se estrenó el 4 de diciembre de 2020 en Apple TV+.

## Antecedentes
Carey originalmente hizo referencia al especial de Navidad en redes sociales, compartiendo una fotografía de tres sillas de director con las iniciales de ella, Ariana Grande y Jennifer Hudson impresas.

## Sinopsis
Frente a una crisis de alegría navideña, el Polo Norte sabe que solo hay una persona que puede salvar el día: la gran amiga de Santa Claus, Mariah Carey. Combinando actuaciones musicales de Carey, Ariana Grande y Jennifer Hudson, baile dinámico e innovadora animación, la reina indiscutible de la Navidad entra en acción para crear una temporada espectacular que alegrará al mundo entero.

## Elenco
- Mariah Carey
- Ariana Grande
- Jennifer Hudson
- Tiffany Haddish
- Billy Eichner
- Snoop Dogg
- Jermaine Dupri
- Misty Copeland
- Millie Bobby Brown
- Mykal-Michelle Harris
- Snoopy, Charlie Brown y los Peanuts

## Banda sonora
Mariah Carey's Magical Christmas Special es la segunda banda sonora de la cantautora estadounidense Mariah Carey. El álbum se lanzó exclusivamente en Apple Music y iTunes el 4 de diciembre de 2020 a través de Legacy Recordings y Sony Music, una semana después el 11 de diciembre se distribuyó en el resto de las plataformas digitales. El álbum cuenta con una variedad de invitados musicales, incluidos Ariana Grande, Jennifer Hudson, Jermaine Dupri y Snoop Dogg.
Como el primer sencillo se estrenó una versión regrabada de la canción navideña original de Carey, «Oh Santa!», lanzada originalmente en 2010 como el sencillo principal de su segundo álbum navideño, Merry Christmas II You. Esta versión incluye a Ariana Grande y Jennifer Hudson como artistas invitadas y se estrenó también el 4 de diciembre junto a un video musical.
Al igual que «Oh Santa!», el álbum incluye una nueva versión de la canción «Sleigh Ride» de Leroy Anderson.

### Lista de canciones
Créditos adaptados de Tidal.

| N.º   | Título | Escritor(es)                              | Productor(es)                                             | Duración |  |
| 1.    | «Overture "Little Mariah's" Theme»                                                                                   | Mariah Carey y Daniel Moore II            | Carey y Moore                                             | 0:14     |  |
| 2.    | «Sleigh Ride» | Leroy Anderson y Mitchell Parish.         | Carey, Moore, Marc Shaiman, Scott M. Riesett y Frank Wolf | 2:39     |  |
| 3.    | «Hark! The Herald Angels Sing» (Interlude)                                                                           | Traditional                               | Carey, Moore, Shaiman, Riesett y Wolf                     | 0:19     |  |
| 4.    | «When Christmas Comes» (Magical Christmas Mix)                                                                       | Carey y James Poyser                      | Carey y Moore                                             | 2:27     |  |
| 5.    | «Let It Snow! Let It Snow! Let It Snow!» (Outro)                                                                     | Sammy Cahn y Jule Styne                   | Carey y Moore                                             | 0:13     |  |
| 6.    | «Peanuts...All I Want» (Interlude)                                                                                   | Carey y Walter Afanasieff                 |                                                           | 0:43     |  |
| 7.    | «Christmas Time Is Here»                                                                                             | Vince Guaraldi y Lee Mendelson            | Carey y Moore                                             | 1:58     |  |
| 8.    | «Santa Claus Is Coming to Town» (Intro)                                                                              | J. Fred Coots y Haven Gillespie           | Carey, Moore, Shaiman, Riesett, Wolf y Williams           | 0:25     |  |
| 9.    | «Oh Santa!» (junto a Ariana Grande y Jennifer Hudson)                                                                | Carey, Jermaine Dupri y Bryan-Michael Cox | Carey, Moore, Shaiman, Riesett y Williams                 | 3:20     |  |
| 10.   | «Here Comes Santa Claus (Right Down Santa Claus Lane) / House Top Celebration» (junto a Snoop Dogg y Jermaine Dupri) | Oakley Haldeman y Gene Autry              | Carey, Moore y Williams                                   | 2:20     |  |
| 11.   | «Sugar Plum Fairy» (Magical Christmas Mix)                                                                           | Traditional                               | Carey, Moore, Shaiman, Riesett y Wolf                     | 1:18     |  |
| 12.   | «Christmas Time Is in the Air Again» (Magical Christmas Mix)                                                         | Carey                                     | Carey, Moore, Shaiman, Riesett y Wolf                     | 3:04     |  |
| 13.   | «O Holy Night» (Magical Christmas Mix)                                                                               | Adolphe Adam                              | Carey y Moore                                             | 2:50     |  |
| 14.   | «Joy to the World» (Magical Christmas Mix)                                                                           | Traditional y Hoyt Axton                  | Carey y Moore                                             | 4:11     |  |
| 15.   | «Silent Night» (Magical Christmas Mix)                                                                               | Traditional                               | Carey y Moore                                             | 2:28     |  |
| 16.   | «All I Want for Christmas Is You» (Magical Christmas Mix)                                                            | Carey y Afanasieff                        | Carey, Moore, Shaiman, Riesett y Wolf                     | 4:29     |  |
| 17.   | «Little Mimi's Theme» (Magical Christmas Mix)                                                                        | Carey y Moore                             | Carey y Moore                                             | 0:17     |  |
| 33:00 | |                                           |                                                           |          |  |

### Posicionamiento en listas
| Lista (2020)                                  | Mejor posición |
| --------------------------------------------- | -------------- |
| Canadá (Billboard Canadian Albums)            | 99             |
| Estados Unidos (Billboard 200)                | 100            |
| Estados Unidos Top Holiday Albums (Billboard) | 28             |
| Japón Hot Albums (Billboard Japan)            | 100            |
| Reino Unido UK Soundtrack Albums (OCC)        | 10             |
| Suiza (Schweizer Hitparade)                   | 37             |